# Dálnice A3 (Lucembursko)
Dálnice A3, francouzsky Autoroute 3, zkráceně A3, známá také jako Dudelangeská dálnice (francouzsky Autoroute de Dudelange) je 13,318 kilometrů dlouhá lucemburská dálnice. Spojuje hlavní město Lucemburk s městem Dudelange. V Dudelange dosahuje dálnice francouzské hranice. Zde se napojuje na francouzskou dálnici A31 vedoucí do Mét.
Celá dálnice A3 byla zprovozněna postupně ve třech etapách:
- 1978: Croix de Gasperich – Dudelange
- 1981: Dudelange –
- 21. června 1995: Hesperange – Croix de Gasperich[1]

## Trasa
| Křižovatky a stavby |                          |             |
| (J1)                | Hesperange / Gasperich   |             |
| Křižovatka          | Croix de Gasperich       | /           |
| /                   | Berchem services         |             |
| (J2)                | Livange / Bettembourg    |             |
| Křižovatka          | Croix de Bettembourg     | Dálnice A13 |
| (J3)                | Dudelange                |             |
| Francie             | Státní hranice s Francií | A31         |